# Filip (Morozow)
Filip, imię świeckie Pawieł Leontijewicz Morozow (ur. 17 czerwca?/29 czerwca 1890 w guberni carycyńskiej, zm. po 1940) – rosyjski duchowny prawosławny, rektor prawosławnego seminarium duchownego w Wilnie w latach 1922–1924.

## Życiorys
Był synem prawosławnego diakona z guberni carycyńskie. Wieczyste śluby zakonne złożył 7 grudnia 1913, będąc studentem Petersburskiej Akademii Duchownej. 8 grudnia 1913 został wyświęcony na hierodiakona, zaś 25 marca 1914 – na hieromnicha. W tym samym roku ukończył studia teologiczne.
W 1916 Świątobliwy Synod Rządzący powierzył hieromnichowi Filipowi obowiązki wykładowcy homiletyki w seminarium duchownym w Chełmie, którego personel znajdował się czasowo na bieżeństwie w Moskwie. W 1918 seminarium wznowiło działalność w Krzemieńcu. Od 1920 na mocy decyzji biskupa krzemienieckiego Dionizego Filip (Morozow) był jego inspektorem, jak również dziekanem monasteru Objawienia Pańskiego w tym samym mieście. Rok później został podniesiony do godności ihumena. W grudniu 1921 na własną prośbę został przeniesiony do seminarium duchownego w Wilnie. W styczniu roku następnego arcybiskup wileński i litewski Eleuteriusz mianował go przełożonym monasteru Św. Trójcy w Wilnie. W 1922 rozpoczął pełnienie obowiązków rektora seminarium wileńskiego, został dodatkowo podniesiony do godności archimandryty.
W 1924 został pozbawiony stanowiska rektora seminarium za poparcie projektu polonizacji seminarium wileńskiego (utrzymującego do tej pory charakter zdecydowanie rosyjski). Utracił także godność przełożonego monasteru Trójcy Świętej i został zaliczony w poczet mnichów monasteru Św. Ducha w Wilnie. W sierpniu 1924 umożliwiono mu powrót do pracy w seminarium w charakterze wykładowcy, a następnie także podjęcie nauczania religii prawosławnej w państwowym gimnazjum im. Adama Mickiewicza. Po kilku miesiącach, w grudniu, Synod PAKP ponownie zwolnił go z pracy w seminarium. W 1925 Filip (Morozow) przeszedł na neounię. Został rektorem neounickiej cerkwi urządzonej w dawnym kościele Augustianów w Wilnie. Rzymskokatolickiemu arcybiskupowi wileńskiemu Romualdowi Jałbrzykowskiemu przedstawił projekt rozwoju misji neounickiej, w którym domagał się zezwolenia na używanie przez konwertytów nazwy prawosławni katolicy, jak również powołania urzędu egzarchy arcybiskupa wileńskiego dla katolików obrządku bizantyjsko-słowiańskiego, względnie urzędu wikariusza generalnego. Koncepcja ta została odrzucona. Prawdopodobnie dlatego duchowny zdecydował się na powrót do Kościoła prawosławnego. 1 stycznia 1927 został do niego powtórnie przyjęty. Zamieszkał w monasterze Św. Ducha w Wilnie. Od 1927 do 1931 był członkiem konsystorza prawosławnej diecezji wileńsko-lidzkiej, zaś między rokiem 1930 a 1931 pracował jako misjonarz diecezjalny, natomiast od 1932 do 1935 był kapelanem w więzieniu wileńskim. Od 1935 był przełożonym monasteru św. Mikołaja w Mielcach.
Zmarł w łagrze radzieckim.